# Guardia Real del Emperador
La Guardia Real del Emperador, referida también como Guardia Imperial, Guardia Roja o Imperio Carmesí en algunos cómics, fue un grupo de élite de stormtroopers perteneciente al universo ficticio de Star Wars afiliado al Imperio galáctico y destinado a la protección y salvaguarda personal del Emperador Palpatine. Poseían su base de entrenamiento en el planeta Yinchorr, en la denominada Academia de la Guardia Real Imperial. La orden estuvo creada por el mismo Emperador Palpatine.

## Creación
La Guardia Real del Emperador fue creada por el productor, guionista y cineasta George Lucas para que figurase en el filme El retorno del Jedi (1983), película de la que ideó la historia y firmó el guion junto a Lawrence Kasdan. Más adelante, apareció también en La amenaza fantasma (1999) (como la Guardia del Canciller Valorum) y en La venganza de los Sith (2005), ya como propiamente dicha, y en numerosos cómics y videojuegos relacionados con la saga.

## Descripción y ramificaciones
Provistos de una armadura de color carmesí, la Guardia Real del Emperador custodiaban a Palpatine en todos sus movimientos. Eran elegidos personalmente por el mismo Emperador entre los mejores Guardias del antiguo Senado Galáctico. Estaban provistos de una vara metálica denominada pica de fuerza que es vibratoria y electrizante.
Hubo diversas ramificaciones dentro de esta misma Orden:
- Guardia Sombra del Emperador: unidad de élite para misiones especiales del Emperador. Poseían el poder de la Fuerza.[6]

- Guardia del Sol: unidad de mercenarios y asesinos comandados en secreto por Darth Sidious y que, al mismo tiempo, era un culto Sith.[6]

## Legado
La Guardia Imperial es la protagonista de la serie de cómics titulados Star Wars - Imperio Carmesí, escritos por Mike Richardson y Randy Stradley, dibujados por Paul Gulacy y Randy Emberlin, y publicados por la editorial Dark Horse Comics entre 1997 y 2012. Durante la progresión de esta trama se cuenta la historia de Carnor Jax, un guarda real que traiciona a sus compañeros aprovechando la difícil situación política del Imperio tras la muerte del Emperador. Kir Kanos, uno de los guardas más leales a Palpatine, decide perseguir a Jax por su alta traición. La historia continuó en el segundo volumen Star Wars - Imperio Carmesí II: Consejo sangriento (1998-1999) y finalizó con Star Wars - Imperio Carmesí III: Imperio perdido (2011-2012).